# Philippe Houvion
Philippe Houvion (Briey, 5 ottobre 1957) è un ex astista francese, ex primatista mondiale della specialità.

## Biografia
Il suo record personale all'aperto, di 5,77 m stabilito a Parigi il 17 luglio 1980 è stato record mondiale.

## Palmarès
| Anno | Manifestazione          | Sede              | Evento           | Risultato | Prestazione | Note  |
| ---- | ----------------------- | ----------------- | ---------------- | --------- | ----------- | ----- |
| 1979 | Universiadi             | Città del Messico | Salto con l'asta | Argento   | 5,60 m      | [ 2 ] |
| 1979 | Giochi del Mediterraneo | Spalato           | Salto con l'asta | Oro       | 5,30 m      | [ 3 ] |
| 1980 | Olimpiadi               | Mosca             | Salto con l'asta | 4º        | 5,66 m      |       |

### Altri risultati
| Anno | Manifestazione   | Misura | Pos. |
| ---- | ---------------- | ------ | ---- |
| 1978 | (Europei Indoor) | 5.20   | 8    |
| 1978 | (Europei)        | 5.40   | 6    |
| 1979 | (Europei Indoor) | 5.40   | 7    |
| 1981 | (Europei Indoor) | 5.55   | 6    |
| 1984 | (Europei Indoor) | 5.30   | 8    |
| 1986 | (Europei Indoor) | 5.30   | 7    |